# 100051 Davidhernandez
Davidhernandez (asteróide 100051) é um asteróide da cintura principal, a 2,1016966 UA. Possui uma excentricidade de 0,0394011 e um período orbital de 1 182,04 dias (3,24 anos).
Davidhernandez tem uma velocidade orbital média de 20,13625816 km/s e uma inclinação de 5,83168º.
Este asteróide foi descoberto em 6 de Outubro de 1991 por Andrew Lowe.